# Rennrodel-Europameisterschaften 1928
Die 2. Rennrodel-Europameisterschaften wurden am 5. Februar 1928 in Oberschreiberhau, Deutsches Reich auf einer Kunstbahn ausgetragen.
Oberschreiberhau setzte sich gegen die anderen Mitbewerber Oybin, Schierke, Friedrichroda und Ilmenau durch. Erstmals wurde neben dem Einzel der Männer und dem Doppelsitzer ein Einzelrennen für Frauen ausgetragen. Die Einsitzer-Rennen wurden in zwei Läufen ausgetragen, deren Zeiten addiert wurden, das Doppelsitzerrennen wurde in nur einem Lauf entschieden. Aufgrund von Problemen mit der Zeitnahme kamen bei den Frauen nicht einmal die Hälfte der Starterinnen in die Wertung. Es nahmen Rodler und Rodlerinnen aus drei Nationen teil: Österreich, Tschechoslowakei und aus dem Deutschen Reich. Somit waren alle drei Länder vertreten, die den Internationalen Schlittensportverband zu dieser Zeit bildeten. Da die Vertreter der Tschechoslowakei durchweg dem Hauptverband der deutschen Wintersportvereine der Tschechoslowakei (Sudeten) angehörten, waren defacto alle Teilnehmer deutsche Muttersprachler.
Es war die erste Europameisterschaft und damit der qualitativ hochwertigste Rodel-Wettbewerb der Welt seit den ersten Europameisterschaften 1914. Nach dem Ersten Weltkrieg und organisatorischen Schwierigkeiten dauerte es 14 Jahre, bis es endlich zur zweiten Auflage des Wettbewerbs kam. Dennoch nahmen auch mehrere Rodler teil, die schon vor dem Krieg erfolgreiche Rodler waren. Der erste Europameister Rudolf Kauschka belegte dieses Mal hinter Fritz Preissler den zweiten Platz. Auch der Drittplatzierte Richard Simm startete ebenso wie der erste deutsche Meister aus dem Jahr 1912 (eigentlich 1913), Artur von Osterroth und der Meister aus dem Jahr 1914, Wilhelm Raupach.

## Einsitzer Frauen
| Platz | Rodlerin         | Ort           | 1. Lauf    | 2. Lauf    | Gesamtzeit |
| ----- | ---------------- | ------------- | ---------- | ---------- | ---------- |
| 1     | Hilde Raupach    | Schreiberhau  | 2:05,2 min | 2:04,3 min | 4:09,5 min |
| 2     | Margarethe Wolf  | Bad Flinsberg | 2:06,8 min | 2:06,9 min | 4:13,7 min |
| 3     | Felicitas Hansch | Mödling       | 2:05,4 min | 2:10,0 min | 4:15,4 min |
| 4     | Hilde Soukup     | Goblenz       | 2:09,6 min | 2:07,8 min | 4:17,4 min |
| 5     | Anni Planer      | Reichenberg   | 2:09,6 min | 2:12,4 min | 4:22,0 min |
| 6     | Meta Hagemann    | Brückenberg   | 2:01,9 min | 2:20,4 min | 4:22,3 min |

Am Start waren 17 Rodlerinnen. Aufgrund von Problemen mit der Zeitmessung kamen nur sechs von diesen in die Wertungen.
Anders als oft kolportiert war Hilde Raupach und nicht schon 1914 Anna Skoda erste Europameisterin im Rodeln. Skodas Wettkampf war nur als Sudetendeutsche Meisterschaft ausgeschrieben. Es blieb ihr einziger großer internationaler Erfolg. Bronzemedaillengewinnerin Felicitas Hansch hatte mit dem Titelgewinn im Doppelsitzer an der Seite des Frankfurters Fritz Scheuch zwei Jahre zuvor in Titisee bei den deutschen Meisterschaften einen weiteren großen Erfolg. Die Viertplatzierte Hilde Soukup hatte ihre größten Erfolge auch bei den Sudetendeutschen Meisterschaften, wo sie vier Titel gewinnen konnte. Die Sechstplatzierte Meta Hagemann war ebenfalls vierfache deutsche Meisterin. Auch die nicht gewerteten Lilli Erben und Hedwig Poitschke waren Meisterfahrerinnen bei den deutschen und den sudetendeutschen Meisterschaften.
Nicht gewertet wurden:
- Edeltraud Cibis (Bad Flinsberg)
- Ida Rueff (Brückenberg)
- Helene Beyer (Agnetendorf)
- Elisabeth Wehle (Zittau)
- Margarete Reitzig (Krummhübel)
- Gertrud Miethner (Friedrichroda)
- Lilli Erben (Brückenberg)
- Hedwig Poitschke (Zittau)
- Elfriede Pirkl (Reichenberg)
- Käthe Eckardt (Friedrichroda)
- Liesel Scholz (Bad Reinerz)

## Einsitzer Männer
| Platz | Rodler              | Ort                    | 1. Lauf    | 2. Lauf    | Gesamtzeit |
| ----- | ------------------- | ---------------------- | ---------- | ---------- | ---------- |
| 1     | Fritz Preissler     | Reichenberg            | 1:48,0 min | 1:47,0 min | 3:35,0 min |
| 2     | Rudolf Kauschka     | Reichenberg            | 1:51,6 min | 1:46,7 min | 3:38,3 min |
| 3     | Kurt Wagner         | Schreiberhau           | 1:52,5 min | 1;51,6 min | 3:44,1 min |
| 4     | Walter Feist        | Bad Flinsberg          | 1:53,8 min | 1:50,9 min | 3:44,7 min |
| 5     | Fritz Posselt       | Neudorf                | 1:55,0 min | 1:51,7 min | 3:46,7 min |
| 6     | Robert Liebig       | Schreiberhau           | 1:52,9 min | 1:54,9 min | 3:47,8 min |
| 7     | Willi Händler       | Brückenberg            | 1:47,3 min | 1:51,4 min | 3:48,7 min |
| 8     | Willi Adolph        | Schreiberhau           | 1:56,7 min | 1:53,6 min | 3:50,3 min |
| 9     | Heinrich Breiter    | Brückenberg            | 1:56,7 min | 1:53,7 min | 3:50,4 min |
| 10    | Ferdinand Langer    | Mödling                | 1:57,8 min | 1:54,1 min | 3:51,9 min |
| 11    | Richard Feist       | Bad Flinsberg          | 1:59,8 min | 1:55,2 min | 3:55,0 min |
| 12    | Rudolf Hermann      | Reichenberg            | 1:58,4 min | 1:57,2 min | 3:55,6 min |
| 13    | Martin Tietze       | Brückenberg            | 2:01,2 min | 1:55,3 min | 3:56,5 min |
| 14    | Gustav Haase        | Brückenberg            | 2:01,2 min | 1:55,6 min | 3:56,8 min |
| 14    | Richard Kraut       | Birkenwerda bei Berlin | 1:59,5 min | 1:57,3 min | 3:56,8 min |
| 16    | Vinzenz Preiner     | Semmering              | 2:01,4 min | 1:55,5 min | 3:56,9 min |
| 17    | Hugo Mattern        | Schreiberhau           | 1:59,0 min | 1:58,8 min | 3:57,8 min |
| 18    | Bruni Kleinert      | Neudorf                | 2:00,5 min | 1:58,7 min | 3:59,2 min |
| 19    | Karl Kaltenberger   | Semmering              | 2:02,3 min | 1:57,3 min | 3:59,6 min |
| 20    | Alfred Posselt      | Neudorf                | 2:05,5 min | 1:54,4 min | 3:59,9 min |
| 21    | Alois Ders          | Graz                   | 2:01,2 min | 1:59,2 min | 4:00,4 min |
| 22    | Willi Teichgräber   | Zittau                 | 2:00,9 min | 1:59,6 min | 4:00,5 min |
| 23    | Hans Volckmar       | Graz                   | 2:00,8 min | 1:59,9 min | 4:00,7 min |
| 24    | Albert Müller       | Reichenberg            | 2:00,4 min | 2:00,9 min | 4:01,3 min |
| 25    | August Soukup       | Goblenz                | 2:04,6 min | 1:58,0 min | 4:02,6 min |
| 26    | Ernst Mertz         | Reichenberg            | 2:02,4 min | 2:00,5 min | 4:02,9 min |
| 27    | Georg Feist         | Schreiberhau           | 2:02,3 min | 2:00,8 min | 4:03,1 min |
| 28    | Richard Simm        | Dessendorf             | 2:04,2 min | 2:00,3 min | 4:04,5 min |
| 29    | Artur von Osterroth | Oberwesel              | 2:06,2 min | 2:02,3 min | 4:08,5 min |
| 30    | Walter Häring       | Querseiffen            | 2:07,6 min | 2:01,4 min | 4:09,0 min |
| 31    | Willi Wildner       | Neudorf                | 2:06,1 min | 2:03,7 min | 4:09,8 min |
| 32    | Alfred Soukup       | Goblenz                | 2:11,3 min | 1:58,2 min | 4:09,5 min |
| 33    | Rudolf Benda        | Morchenstern           | 2:09,9 min | 2:00,6 min | 4:10,5 min |
| 34    | Walter Ender        | Ilmenau                | 2:04,5 min | 2:06,1 min | 4:10,6 min |
| 35    | Josef Kopal         | Morchenstern           | 2:00,4 min | 2:10,6 min | 4:11,0 min |
| 36    | Wilhelm Raupach     | Schreiberhau           | 2:07,0 min | 2;05,4 min | 4:12,5 min |
| 37    | Ernst Heyge         | Ilmenau                | 2:10,0 min | 2:04,0 min | 4:14,0 min |
| 38    | Adolf Schwarzbach   | Reichenberg            | 2:03,1 min | 2:13,5 min | 4:16,6 min |
| 39    | Erich Haase         | Brückenberg            | 2:00,0 min | 2:17,8 min | 4:17,8 min |
| 40    | Richard Reichel     | Reichenberg            | 2:18,8 min | 2:01,4 min | 4:20,2 min |
| 41    | Paul Spenke         | Zittau                 | 2:16,2 min | 2:07,2 min | 4:23,4 min |
| 42    | Rudolf Aschermann   | Ilmenau                | 2:14,8 min | 2:08,9 min | 4:23,7 min |
| 43    | Herbert Elger       | Schreiberhau           | 2:01,7 min | 2:25,8 min | 4:27,5 min |
| 44    | Egon Mitlehner      | Morchenstern           | 2:25,2 min | 2:03,2 min | 4:28,4 min |
| 45    | Bruno Bielzer       | Schreiberhau           | 2:02,3 min | 2:26,6 min | 4:28,9 min |
| 46    | Berthold Posselt    | Josefsthal             | 2:10,2 min | 2:22,3 min | 4:32,5 min |
| 47    | Ressel              | Reichenberg            | 2:20,5 min | 2:13,3 min | 4:33,8 min |
| 48    | Josef Strasser      | Goblenz                | 2:09,1 min | 2:26,4 min | 4:35,5 min |
| 49    | Rudolf Dressler     | Morchenstern           | 2:25,2 min | 2:11,7 min | 4:36,9 min |
| 50    | Josef Soukup        | Goblenz                | 2:44,4 min | 1:58,4 min | 4:42,8 min |
| 51    | P. Renner           | Hohenelbe              | 2:29,7 min | 2:16,7 min | 4:46,4 min |
| 52    | Helbig              | Morchenstern           | 2:26,1 min | 2:23,2 min | 4:49,3 min |
| 53    | Emil Sender         | Bad Schwarzbach        | 2:24,1 min | 2:26,9 min | 4:51,0 min |
| 54    | Artur Forster       | Innsbruck              | 2:01,8 min | dnf        | dnf        |

Am Start waren 54 Rodler Einer erreichte aufgrund eines Sturzes im zweiten Lauf das Ziel nicht. Fritz Preissler konnte seinen Titel im folgenden Jahr verteidigen und war damit der erste Rodler, dem dieses gelang. Auch 1939 gewann er den Titel noch einmal. Zudem gewann er mit Rudolf Kauschka 1929 Silber mit dem Doppelsitzer. Kauschka, 1914 der erste Europameister, wurde nun hinter Preissler im Alter von 44 Jahren noch einmal Vize-Europameister. Für Kurt Wagner blieb Bronze die einzige internationale Medaille, doch wurde er 1928 auch deutscher Meister. Walter Feist verpasste als Viertplatzierter eine Einzelmedaille, kam dieser auch nie mehr so nahe wie 1928. Als Doppelsitzerfahrer sollte er jedoch gleichauf mit Martin Tietze (hier 13.) zum erfolgreichsten Rodler vor dem Zweiten Weltkrieg werden und bis heute zweiterfolgreichster Rodler bleiben. Robert Liebig auf Rang sechs wurde 1929 Vize-Europameister.

## Doppelsitzer
| Platz | Rodler                                           | Ort(e)        | Zeit       |
| ----- | ------------------------------------------------ | ------------- | ---------- |
| 1     | DeutschlandHerbert Elger Willi Adolph            | Schreiberau   | 1:49,6 min |
| 2     | DeutschlandWalter Feist Richard Feist            | Bad Flinsberg | 1:50,3 min |
| 3     | TschechoslowakeiFritz Posselt Alfred Posselt     | Neudorf       | 1:50,5 min |
| 4     | DeutschlandWilli Händler Heinrich Breiter        | Brückenberg   | 1:53,1 min |
| 5     | TschechoslowakeiErnst Mertz Richard Reichel      | Reichenberg   | 1:54,9 min |
| 6     | DeutschlandWilli Teichgräber Paul Spenke         | Zittau        | 1:57,8 min |
| 7     | TschechoslowakeiAdolf Schwarzbach Rudolf Hermann | Reichenberg   | 1:57,9 min |
| 8     | TschechoslowakeiAugust Soukup Josef Soukup       | Goblenz       | 2:00,8 min |
| 9     | DeutschlandRobert Liebig Kurt Wagner             | Schreiberhau  | 2:03,2 min |
| 10    | ÖsterreichHans Volkmar Alois Der                 | Graz          | 2:06,1 min |
| 11    | TschechoslowakeiJosef Kopal Rudolf Benda         | Morchenstern  | 2:08,1 min |
| 12    | DeutschlandHugo Mattern Alfred Mattern           | Schreiberhau  | 2:15,9 min |
| 13    | TschechoslowakeiWilli Kleinert Willi Wildner     | Neudorf       | 2:16,6 min |
| 14    | TschechoslowakeiJosef Strasser Johann Liebisch   | Goblenz       | 2:19,3 min |

Am Start waren 24 Rodeldoppel. Für das Doppel Elger/Adolph war es der erste und einzige große Erfolg. Willi Adolph hatte zuvor 1921 schon einmal den Einzeltitel bei den deutschen Meisterschaften gewinnen. Für Walter und Richard Feist war der Vize-Europemaistertitel erst der Start in eine erfolgreiche Karriere. Im Jahr darauf holten sie den Titel, Richard Feist mit beider Neffe Walter Kluge danach abgesehen von 1937 in Oslo, wo sie nur Zweite waren, alle weiteren Titel vor Ausbruch des Zweiten Weltkrieges. Für Fritz Posselt und Alfred Posselt war es die einzige EM-Medaille im Doppelsitzer, doch waren auch sie darüber hinaus sehr erfolgreich und waren zwischen 1924 und 1928 vier Mal sudetendeutsche Meister. Alfred Posselt war zudem 1934 EM-Dritter im Einsitzer.